# Otto von Braunbehrens
Ludwig Günter Karl Otto Braunbehrens, seit 1900 Ludwig Günter Karl Otto von Braunbehrens (* 27. Januar 1833 in Bernburg (Saale); † 1918 in Kohlhof, Heidelberg) war ein preußischer Verwaltungsjurist und Bankmanager, der unter anderem zwischen 1890 und 1900 Unterstaatssekretär im Preußischen Innenministerium und danach Vorstandsvorsitzender der Berliner Hypotheken Bank war, eine der Vorgängerinnen der heutigen Berlin Hyp.

## Leben
Ludwig Günter Karl Otto Braunbehrens, Sohn eines in Ilberstedt tätigen Amtsrates, besuchte das Domgymnasium Halberstadt und begann 1851 ein Studium der Rechtswissenschaften an der Ruprecht-Karls-Universität Heidelberg sowie an der Friedrich-Wilhelms-Universität zu Berlin. Nach der Zweiten Juristischen Staatsprüfung war er Gerichtsassessor in Naumburg (Saale), Halberstadt und Frankfurt (Oder). Nachdem er von 1864 bis 1873 als Richter am Gericht des Kreises Sagan tätig gewesen war, trat er 1873 in den staatlichen Verwaltungsdienst und war bis 1877 Regierungsrat in Oppeln und Potsdam. 1877 übernahm er das Amt als Direktor des Verwaltungsgerichts Danzig.
1882 wechselte Braunbehrens ins Preußischen Innenministerium und war dort zuerst als Vortragender Rat sowie ab 1888 als Wirklicher Geheimer Rat und Ministerialdirektor tätig. 1890 wurde er als Unterstaatssekretär im Preußischen Innenministerium höchster Beamter des Ministeriums und damit enger Mitarbeiter der damaligen preußischen Innenminister Ernst Ludwig Herrfurth (1888 bis 1892), Botho zu Eulenburg (1892 bis 1894), Ernst von Köller (1894 bis 1895), Eberhard von der Recke von der Horst (1895 bis 1899) und Georg von Rheinbaben (1899 bis 1901). Daneben war er zeitweise Präsident der Prüfungskommission für höhere Verwaltungsbeamte. 1900 trat er in den Ruhestand und wurde dabei am 1. Juli 1900 in den erblichen preußischen Adelstand erhoben, so dass er seither das Adelsprädikat „von“ führte. Sein Nachfolger als Unterstaatssekretär wurde daraufhin der bisherige Ministerialdirektor Alexander von Bischoffshausen.
Im Anschluss wurde Otto von Braunbehrens Vorstandsvorsitzender sowie später Aufsichtsratsvorsitzender der Berliner Hypotheken Bank war, eine der Vorgängerinnen der heutigen Berlin Hyp. Er lebte in Berlin auf der Kaiserallee 210 und später auf der Güntzelstraße 15 in Berlin-Wilmersdorf.
Aus seiner Ehe mit einer Grundbesitzertochter stammten eine Tochter sowie vier Söhne. Seine Tochter Katharina war die Ehefrau eines Offiziers. Sein ältester Sohn Otto war ebenfalls Verwaltungsmitarbeiter und heiratete eine Gutsbesitzertochter aus Pommern, während der zweitälteste Sohn Karl nach einem Studium der Rechtswissenschaften als Richter am Landgericht Dortmund tätig sowie mit einer Tochter des Industriellen Theodor Springmann senior verheiratet war. Sein dritter Sohn Friedrich war Offizier und mit einer Baroness verheiratet, während der vierte Sohn Wilhelm als Bankmanager das Vermögen der Familie, dass allein beim Vater bei rund 350.000 Mark lag. Sein gleichnamiger Enkel Otto von Braunbehrens (* 18. Juli 1900), der als Rechtsanwalt, Autor juristischer Bücher und ab März 1944 Rechtsberater des Malers Emil Nolde.

## Veröffentlichungen
Neben seiner beruflichen Tätigkeit veröffentlichte Braunbehrens verwaltungsrechtliche Fachbücher wie Betrachtungen über die Verwaltungsrechtspflege in Preußen (1878). Gemeinsam mit Conrad von Studt, der zwischen 1899 und 1907 preußischer Kultusminister war, gab er das von Max von Brauchitsch begründete Werk Die neuen preußischen Verwaltungsgesetze, welches von 1884 bis 1889 in sechs Bänden mit einem Ergänzungsband für die Provinzen Preußens erschien. Die einzelnen Bände dieses verwaltungsrechtlichen Standardwerkes erschienen später unter Mitarbeit von Juristen wie Stephan Genzmer, Friedrich Freund und Franz Hoffmann in zahlreichen Neuauflagen.
- Betrachtungen über die Verwaltungsrechtspflege in Preußen, 1878
- Die neuen preußischen Verwaltungsgesetze, Begründer Max von Brauchitsch, Mitherausgeber Conrad von Studt, 7 Bände, 1884–1889
  - Verwaltungsgesetze, Bd. 1, 22. Auflage, 9. Bearbeitung, 1918
  - Verwaltungsgesetze, Bd. 2, 20. vollständig neubearbeitete Auflage, 9. Bearbeitung, 1925
  - Verwaltungsgesetze, Bd. 3, 18. Auflage, 7. Bearbeitung, 1910
  - Verwaltungsgesetze, Bd. 4, 16. Auflage, 6. Bearbeitung, 1910
  - Verwaltungsgesetze, Bd. 5, 9. Auflage, 1914
  - Verwaltungsgesetze, Bd. 6, 5. Auflage, 1914
  - Verwaltungsgesetze, Bd. 7, 2. vermehrte Auflage, 2. Bearbeitung, 1908

## Hintergrundliteratur
- Brockhaus’ Konversationslexion, Band 3, 1896, S. 455 f. (Onlineversion)
- Wer ist’s?, Band 4, 1909, S. 166 (Onlineversion)
- John C. G. Röhl: Kaiser, Hof und Staat. Wilhelm II. und die deutsche Politik, 2002, ISBN 978-3-406-49405-5, S. 144, 154
- Reichsverwaltungsblatt und preussisches Verwaltungsblatt, Band 34, 1918, S. 304, 455